# Trung tâm Tiểu sử Quốc tế
Trung tâm Tiểu sử Quốc tế (tên tiếng Anh:International Biographical Centre - IBC) là một Trung tâm tư nhân thuộc sở hữu của công ty trách nhiệm hữu hạn Melrose Press Ltd, chuyên phát hành càc danh mục tra cứu tiểu sử, như là Dictionary of International Biography (Tự điển Tiểu sử Quốc tế) và các giải thưởng khác, cách hoạt động gần tương tự như Viện Tiểu sử Hoa Kỳ. Trụ sở đặt tại Ely, Cambridgeshire ở Vương quốc Anh. Chính quyền tiểu bang Tây Úc gọi hoạt động của họ là một "trò lừa đảo" .

## Hoạt động
Trung tâm Tiểu sử quốc tế tạo ra "giải thưởng", "danh hiệu" và cung cấp rộng rãi. Trong giữa những năm 2000, người nhận phải trả chi phí cho một giải thưởng từ 375 đến 495 đô la Mỹ mỗi giải, nhưng từ năm 2010 chi phí có thể hơn $ 395 cho 1 huy chương kỷ niệm hoặc giấy chứng nhận và hơn $ 440 cho văn bằng bọc nhựa hay giấy bồi; hoặc phải đặt mua sách của Trung tâm với giá từ 265 đến 350 $ mỗi cuốn. Trung tâm không liên quan gì đến Đại học Cambridge.
IBC tự nhận là "Nhà xuất bản Danh mục tiểu sử hàng đầu thế giới" và luôn cho rằng "việc ghi vào sách tra cứu của chúng tôi chỉ được dựa trên thành tích của nhân vật và chúng tôi không bao giờ tính chi phí cho việc này" . Cá nhân có thể trả tiền cao hơn để được đưa vào một mục lớn hơn và được cung cấp các giải thưởng đặc biệt. Hơn nữa, các giải thưởng và danh hiệu được xét tuyển ít nghiêm ngặt, và các tên tuổi được chọn thường được đề cử qua mạng trực tuyến tại trang web của IBC và được IBC gửi thư mời đăng ký, hoặc IBC trực tiếp gửi thông báo cho người được mời. Các cá nhân cũng có thể tự đề cử mình hoặc bất kỳ tổ chức, cá nhân nào trực tuyến. Theo thông tin từ trang web của Trung tâm, đến nay, Trung tâm đã liệt kê hơn 1 triệu nhân vật trong hơn 150 ấn bản 
Một số sách danh mục hiện đang được IBC soạn và xuất bản gồm:
- Dictionary of International Biography (Từ điển Tiểu sử quốc tế)
- Men of achievement (Nhân vật thành đạt)
- 2000 Outstanding Intellectuals of the 21st Century (2000 trí thức nổi bật của thế kỷ 21)
- 2000 Outstanding Intellectuals of the 20th Century (2000 trí thức nổi bật của thế kỷ 20)
- Outstanding People of the 21st Century (Những người nổi bật của thế kỷ 21)
- Outstanding People of the 20th Century (Những người nổi bật của thế kỷ 20)
- 2000 Outstanding Europeans of the 21st Century (2000 nhân vật nổi bật châu Âu của thế kỷ 21)
- Who’s Who in the 21st Century (Who’s Who thế kỷ 21)
- International Who's Who in Music (Who’s Who trong lĩnh vực âm nhạc)
- The Cambridge Blue Book

Trong năm 2007, khi nhắc đến Trung tâm Tiểu sử Quốc tế và Viện Tiểu sử Hoa Kỳ, Jan Margosian, điều phối viên về thông tin cho người tiêu dùng của Bộ Tư pháp Oregon đã cảnh báo người tiêu dùng nên thận trọng và gọi những trung tâm này là lòe loẹt và nhơ nhớp ("tacky"), và nói thêm là "quý vị cần xem kỹ phương cách tiếp thị của họ và tìm hiểu vòng quay của chúng. Có cái gì đó cần phải chú ý" .
Bộ Thương mại của Chính quyền tiểu bang Tây Úc, đã xếp Trung tâm như là một trò lừa đảo và nói:
"Các tài liệu quảng bá của Trung tâm Tiểu sử quốc tế tạo ra một ấn tượng sai lầm về các tiêu chuẩn nhập danh và giấy mời của tổ chức. Nó cũng tạo ra ngụ ý sai lầm là người nhận thư đã được chọn thông qua một quá trình tuyển chọn đặc biệt xem xét thành tích và trình độ của họ".
Thông tin cũng trích dẫn câu so sánh của một người sử dụng blog khi mô tả các danh mục của trung tâm là "Danh mục của những người cả tin" ("Who’s Who of gullible people") .

## Danh hiệu
IBC đặc biệt là cung cấp "giải thưởng" dành cho tất cả mọi người, bất kể thành tích cá nhân của họ. Tùy thuộc vào mức độ danh hiệu của giải thưởng mà chi phí là 100-1000 đô la Mỹ một bản. IBC không công bố danh sách đầy đủ những người nhận của những "giải thưởng", chỉ có một danh sách chọn lọc nhỏ ở trang "Hall of Fame" (Đài danh vọng).
Một số "danh hiệu", "bằng tốt nghiệp" hoặc "Giấy chứng nhận" tự đặt của Trung tâm này:
- Archimedes Award
- Associate of the International Biographical Centre
- Certificate of Appointment - Honorary Governor and Member of the Board of Governors
- Certificate of Diploma of Annual Fellowship
- Certificate of Inclusion as Honorary Member of the International Biographical Centre Advisory Council
- Certificate of Proclamation - Outstanding Speaker Award of the 20th Century
- Certificate of World Leadership
- Companion of Honour, Defensor Elegentiae
- Da Vinci Diamond[9]
- Da Vinci's Vitruvian Man Diploma
- Decree of Membership of the Order of International Fellowship
- Decree of Merit
- Deputy Director-General of the International Biographical Centre
- Diploma of Authority - Deputy Director-General (America Division)
- Diploma of Life Fellowship
- Distinguished Leader's Plaque of Honour
- First Five Hundred
- Gold Star Award Certificate of Achievement (giải thưởng Sao vàng về thành tựu)
- Governor, Board of Governors of the International Biographical Association
- Greatest Living Legend (Huyền thoại sống vĩ đại)
- Hall of Fame
- Honourable Director-General for the Americas
- International Ambassador of Goodwill (Đại sứ Thiện chí Quốc tế)
- International Engineer of the Year
- International Man of the Millennium
- International Man of the Year (Nhân vật quốc tế trong năm) [10]
- International Medal of Honour (Huân chương danh dự quốc tế)
- International Musician of the Year
- International Order of Merit Illuminated Testimonial
- International Order of Merit
- International Order of Distinction
- International Personality of the Year (Nhân cách Quốc tế của năm)
- International Professional of the Year[11]
- International Register of Profiles
- International Scientist of the Year Testimonial
- International Shakespeare Award for Literary Achievement
- Kings College Diploma
- Leader of Achievement
- Leading Scientist of the World (Nhà khoa học hàng đầu của thế giới)
- Leading Engineers of the World
- Leading Health Professional of the World
- Leading Philosopher of the World
- Life Fellow of the International Biographical Centre[12]
- Life Patron of the International Biographical Centre[13]
- Lifetime Achievement Award (Giải thưởng thành tựu suốt đời) [14]
- Lifetime of Achievement One Hundred
- Lifetime of Scientific Achievement
- Living Legend (Huyền thoại sống)
- Man of the Year (Người của năm, danh hiệu cũ của tạp chí TIME, trước khi đổi thành Person of the Year)
- Medical Man of the Year (Người Y sĩ của năm)
- Meritorious Decoration
- One-in-a-Million Medal
- One Thousand Great Americans
- One Thousand Great Intellectuals Medal and/or Plaque
- Order of International Fellowship
- Outstanding Educators Worldwide (Nhà giáo dục nổi bật toàn thế giới)
- Outstanding Scientist of the 20th Century
- Outstanding Scientist of the 21st Century
- Outstanding Intellectual of the 21st Century Award (Purchase cost A$1000)[15]
- Outstanding Intellectual of the 21st Century Diploma
- Outstanding Intellectual of the 21st Century Medal
- Outstanding Speaker Award
- Pi Diploma
- Plaque of Warrant of Proclamation as International Man of the Year
- Top 100 Health Professionals 2010 (certificate and medal for US$795/£495)
- Vice-Consul of the International Biographical Centre
- World Peace and Diplomacy Forum, Life Member
- World Wide Honours List
- 20th Century Award for Achievement
- 21st Century Award for Achievement (Bronze Medal of Honour)
- 21st Century Award for Achievement (Silver Medal of Honour)
- 21st Century Award for Achievement (Illuminated Diploma of Honour)

Một số người Việt đã nhận danh hiệu từ Trung tâm này: Nguyễn Cảnh Toàn, Bùi Trang Chước, Lê Bá Đảng  Lưu trữ ngày 29 tháng 8 năm 2011 tại Wayback Machine, Ngô Bá Thành (luật sư), Trần Quốc Vượng  Lưu trữ ngày 4 tháng 3 năm 2016 tại Wayback Machine, Dương Tấn Nhựt  Lưu trữ ngày 31 tháng 3 năm 2012 tại Wayback Machine, Nguyễn Đại Giang , Nguyễn Hữu Chỉnh , Nguyễn Đức Chính , Võ Văn Hoàng , Lai Công Hiệp 